# 1. NH Brno

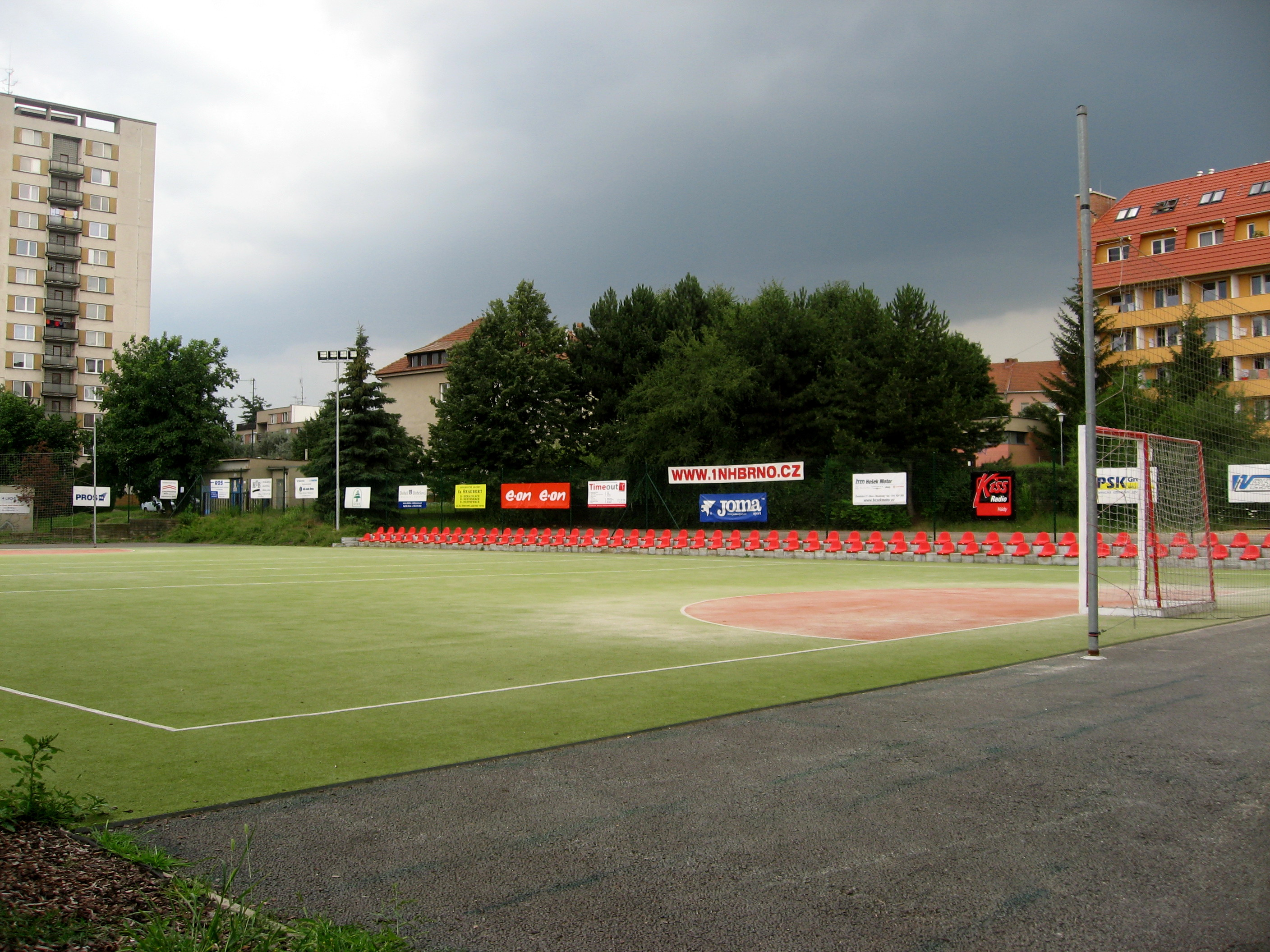
Hřiště 1. NH Brno v Řečkovicích

1. NH Brno je brněnský klub národní házené, který se účastní 1. ligy. Založen byl v roce 2003. Do 1. ligy poprvé postoupil v roce 2005, když vyhrál skupinu B 2. ligy a téměř okamžitě se zařadil do absolutní špičky 1. ligy. Své domácí zápasy klub hraje na hřišti v Novoměstské ulici v brněnské čtvrti Řečkovice. Tým pro domácí zápasy používá čistě červené dresy a pro zápasy venku dresy bílé. V sezóně 2011/12 klub skončil v základní části na 5. místě, v play-off vypadl v semifinále s TJ DIOSS Nýřany.

## Největší úspěchy
- 1. liga
  - Mistr ČR: 2009, 2011, 2013
  - Poražený finalista play-off: 2008
  - Vítěz základní části: 2007, 2008, 2009, 2010

- Český pohár
  - Vítěz: 2010, 2012, 2013
  - 3. místo: 2024, 2025